# ماسیمو آمبروزینی
ماسیمو آمبروسینی (تلفظ ایتالیایی: [ˈmassimo ambroˈziːni] ؛ متولد 29 مه 1977) یک فوتبالیست حرفه ای سابق ایتالیایی است که عمدتا به عنوان هافبک دفاعی بازی می کرد. در سطح باشگاهی ، او بیشتر به خاطر حضور موفق در تیم ایتالیایی آث میلان شناخته می شود ، جایی که او هجده سال از زندگی حرفه ای خود را گذراند و چندین عنوان را به دست آورد و از سال 2009 تا 2013 پس از بازنشستگی پائولو مالدینی کاپیتان تیم بود. آمبروسینی پس از یک فصل حضور در فیورنتینا ، در سال 2014 از فوتبال حرفه ای بازنشسته شد. در سطح بین المللی ، او نماینده ایتالیا در بازی های المپیک تابستانی 2000 ، و در دو مسابقات قهرمانی اروپا یوفا بود ، و یک مدال نایب قهرمانی در یوفا 2000 یورو کسب کرد.
او یک هافبک میانه بود
او به مدت ۱۸ سال (۱۹۹۵–۲۰۱۳) در تیم فوتبال آث میلان بازی کرد و در بین سال‌های ۲۰۰۹–۲۰۱۳ بعد از بازنشستگی پائولو مالدینی به عنوان کاپیتان اول این تیم شناخته شد.

## جستارهای وابسته

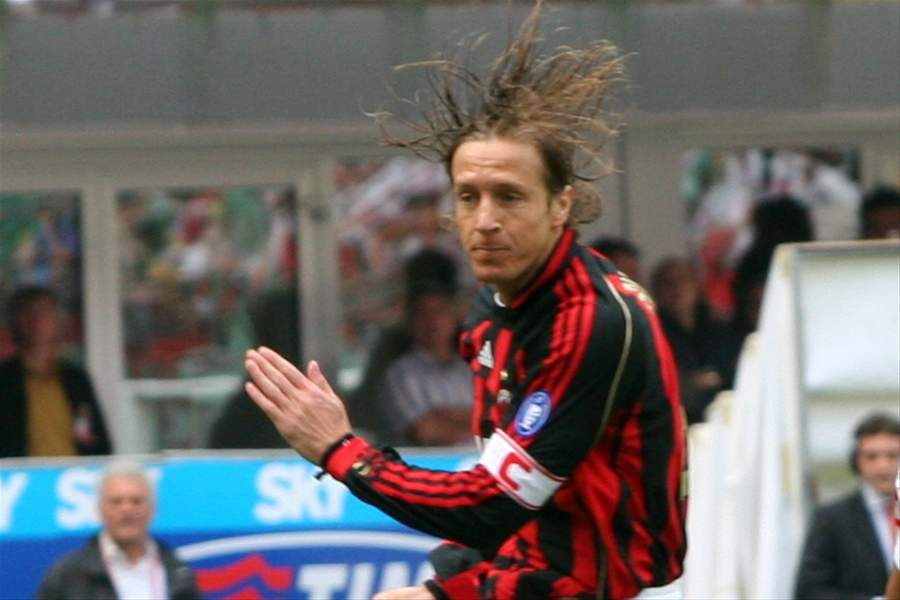